# 村役人
村役人（日语：／）是指日本江户时代的村落中负责村政的农民。  
在东日本，通常称名主、组头、百姓代为“村方三役”，而在西日本，则多称庄屋、年寄、百姓代（组头）为“村方三役”，但其名称因时代和地区而有所不同。此外，在东北地区，名主和庄屋常被称为“肝煎”。  
除了“村方三役”之外，有些地方还设有大庄屋、割元、十村等职务。